# César Portillo
 Este artículo es acerca del jugador venezolano de baloncesto. Respecto al músico cubano, véase: César Portillo de la Luz.
César Eduardo Portillo Brown, (nacido el 26 de septiembre de 1968 en Barcelona, Venezuela) es un exjugador de baloncesto venezolano. 
Con una altura de 2,06 metros ocupaba la posición de pívot. Fue un destacado integrante de la Selección de baloncesto de Venezuela con la que debutó a la edad de 14 años y con la que conquistó el oro en el Campeonato sudamericano en 1991.

## Trayectoria deportiva
- High School. Miami Senior (Miami, Florida).  Estados Unidos
- 1988/89 NCAA. Universidad de Florida.  Estados Unidos
- 1989/90 NCAA. Palm Beach Junior College.  Estados Unidos
- 1989/90 Subcampeón LEB.Marinos de Oriente.  Venezuela
- 1990/91 Campeón LEB. Marinos de Oriente.  Venezuela
- 1990/92 NCAA. Universidad de South Alabama.  Estados Unidos
- 1992 ACB. Cáceres C.B.  España
- 1993/94 Campeón LPB. Marinos de Oriente.  Venezuela
- 1993-94 Liga Paulista de Brasil. Dharma Yara Franca.  Brasil
- 1996/98 LPB. Marinos de Oriente.  Venezuela
- 1998/99 LPB. Cocodrilos de Caracas.  Venezuela
- 1999/02 LPB. Gaiteros del Zulia.  Venezuela